# Ганжиков, Анатолий Фёдорович
Анато́лий Фёдорович Га́нжиков (25 июля 1935 — 13 января 2014) — советский и российский педагог. Заслуженный учитель школы Российской Федерации. Заслуженный учитель школы Карельской АССР. Почётный гражданин города Петрозаводска (2009).

## Биография
Родился в 1935 году в деревне Челмужи Медвежьегорского района. Отец был репрессирован как враг народа.
Малолетний узник концлагеря — в годы советско-финской войны (1941—1944) вместе с матерью был интернирован финскими оккупантами в концлагерь № 1 в городе Петрозаводске.
После войны окончил 22-ю петрозаводскую школу.
С 1955 года — преподаватель черчения и завуч по производственному обучению в средней школе № 8 города Петрозаводска.
С 1967 года — конструктор петрозаводского завода «Авангард».
В 1979 году закончил заочное отделение Карельского педагогического института.
С 1974 года работал в межшкольном учебно-производственном комбинате, преобразованном в 1991 году усилиями Ганжикова в школу-колледж Державинский лицей. С 1994 года — директор Державинского лицея.
С 2009 года на пенсии.
Скончался 13 января 2014 года в Петрозаводске.

## Награды
- Отличник народного просвещения
- Орден Дружбы

## Память
19 января 2019 году на здании Державинского лицея в Петрозаводске открыта памятная доска А. Ф. Ганжикову.